# Siegfried Lorenz (Politiker, 1928)
Siegfried Lorenz (* 26. Juni 1928 in München; † 14. Dezember 2014) war ein deutscher Diplom-Kaufmann und Mitglied des Bayerischen Senats.

## Leben
Lorenz besuchte die Volksschule in Ottobrunn und die Oberrealschule München, an der er 1948 sein Abitur ablegte. Daraufhin studierte er in München mit dem Abschluss als Diplom-Kaufmann. Von 1953 bis 1962 war er als Verbandsprüfer aktiv. Er gehörte den Vorständen des Bayerischen Genossenschaftsverbandes Schulze-Delitzsch und der Bayerischen Volksbanken AG, dem Aufsichtsrat der Bausparkasse Schwäbisch Hall und den Beiräten der Landeszentralbank in Bayern und der Bayerischen Versicherungsbank an. Von 1969 bis 1979 war er zudem Mitglied des Bayerischen Senats. Nach seiner Zeit als Senator saß er im Vorstand der bayerischen Genossenschaftsbank.

## Ehrungen
- 1976: Verdienstkreuz am Bande des Verdienstordens der Bundesrepublik Deutschland